# نینا آریاندا
نینا آریاندا (انگلیسی: Nina Arianda؛ زادهٔ ۱۸ سپتامبر ۱۹۸۴) یک هنرپیشه اهل ایالات متحده آمریکا است. وی از سال ۲۰۱۰ میلادی تاکنون مشغول فعالیت بوده‌است.

## بخشی از فیلمشناسی
از فیلم‌ها یا برنامه‌های تلویزیونی که وی در آن نقش داشته‌است می‌توان به آثار زیر اشاره کرد.
- بازی برد-برد (فیلم) (۲۰۱۱)
- نیمه‌شب در پاریس (۲۰۱۱)
- سرقت از برج (فیلم) (۲۰۱۱)
- گم شدن الانور ریگبی (۲۰۱۳)
- سرقت از اوباش (۲۰۱۴)
- تحقیر (فیلم ۲۰۱۴) (۲۰۱۴)
- فلورانس فاستر جنکینز (فیلم) (۲۰۱۶)
- ریچارد جول (فیلم) (۲۰۱۹)
- همسر خوب (۲۰۱۱)
- ۳۰ راک (۲۰۱۲)
- هانیبال (مجموعه تلویزیونی) (۲۰۱۵)
- هوراس و پیت (۲۰۱۶)
- جالوت (مجموعه تلویزیونی) (۲۰۱۶–اکنون)
- میلیاردها (مجموعه تلویزیونی) (۲۰۱۹)